# Religiose missionarie del Santissimo Sacramento e di Maria Immacolata
Le Religiose Missionarie del Santissimo Sacramento e di Maria Immacolata (in spagnolo Religiosas Misioneras del Santísimo Sacramento y María Inmaculada) sono un istituto religioso femminile di diritto pontificio: le suore di questa congregazione pospongono al loro nome la sigla M.I.S.A.M.I.

## Storia
La congregazione fu fondata a Granada da María Emilia Riquelme Zayas (1847-1940) che, il 25 marzo 1896, vestì l'abito religioso insieme con sette compagne.
Vivente la fondatrice, furono fondate case in Spagna, Brasile e Portogallo; lo sviluppo della congregazione si interruppe a causa della guerra civile spagnola, ma riprese dopo il 1939 con l'apertura di filiali in Cile e Bolivia.
L'istituto ricevette il pontificio decreto di lode il 15 dicembre 1909 e fu aggregato all'Ordine dei Frati Minori il 3 luglio 1912; le sue costituzioni furono approvate definitivamente dalla Santa Sede il 2 agosto 1938.
Nel 2010 vi fu unita la congregazione delle Zelatrici del Culto Eucaristico, fondata nel 1874 a Palma de Maiorca dal sacerdote Miguel Maura Montaner per l'adorazione riparatrice del Santissimo Sacramento e la preparazione di ostie e paramenti sacri.

## Attività e diffusione
Le suore si dedicano all'adorazione perpetua del Santissimo Sacramento, all'istruzione e all'educazione cristiana della gioventù e a qualsiasi lavoro richiesto dai vescovi in terra di missione.
Oltre che in Spagna, sono presenti in Portogallo, nelle Americhe (Bolivia, Brasile, Colombia, Messico, Perù, Stati Uniti d'America) e in Angola; la sede generalizia è a Madrid.
Alla fine del 2008 la congregazione contava 230 religiose in 42 case.